# 迈林根

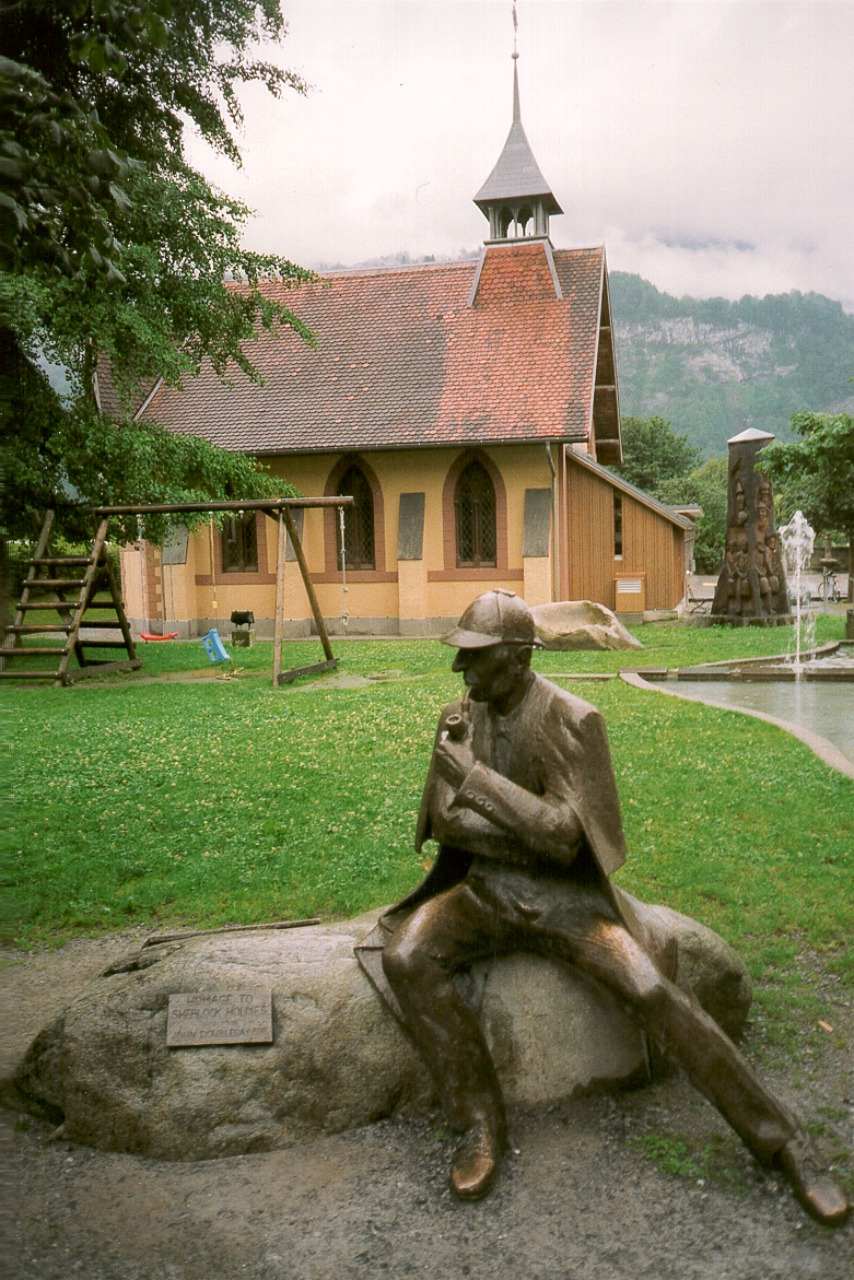
英国教堂与福尔摩斯雕像

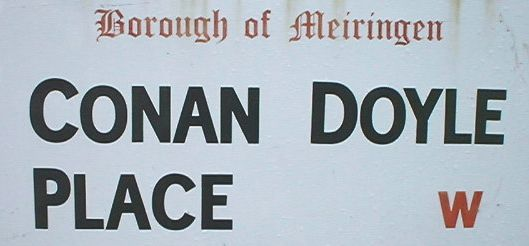
柯南道尔广场路牌

迈林根（德語：Meiringen）是瑞士伯尔尼州的一个市镇，属于因特拉肯-上哈斯利区，位于伯尔尼台地东部，阿勒河右岸，布里恩茨湖以东。
迈林根以柯南·道尔小说中描写福尔摩斯坠落的赖兴巴赫瀑布闻名于世。据说这里也是蛋白脆饼（Meringue）的发源地。

## 地理
面积40.59km2，其中43.7%为农用地，32.7%为森林，7.5%（3.04km2）为建筑或道路用地。

## 景点
迈林根拥有壮观的萊辛巴赫瀑布。在柯南道尔的偵探小說福爾摩斯探案中，将此处作为夏洛克·福爾摩斯與其宿敵詹姆斯·莫里亞蒂教授決鬥及同歸於盡之處。在柯南道尔广场，有一座已改为世俗用途的英国教堂，堂内设有福尔摩斯博物馆。

## 人口
该镇人口4,583人，13.4％的人口是外国公民。88.7％的人口讲德语。历史上的人口如下表：
| 年度 | 人口  |
| ---- | ----- |
| 1764 | 964   |
| 1850 | 2,358 |
| 1900 | 3,077 |
| 1950 | 3,640 |
| 1980 | 4,072 |
| 2000 | 4,803 |